# Pachydema oraniensis
Pachydema oraniensis är en skalbaggsart som beskrevs av Lucas 1869. Pachydema oraniensis ingår i släktet Pachydema och familjen Melolonthidae. Inga underarter finns listade i Catalogue of Life.